# 白马雪山
白马雪山也作白茫雪山、白芒雪山，位于中国云南省德钦县东南部，是澜沧江和金沙江及其支流支巴洛河的分水岭，是云岭西支北部的高大山地，擁有海拔超過5000m的山峰20座，主峰拉扎雀尼，海拔5429米（或5430m）。主要由三叠系砂页岩为主的地层构成，为典型的构造侵蚀山地。山顶终年积雪，冰川地貌发育。214国道穿过中部海拔4292米的白马雪山垭口。
白马雪山动植物资源丰富，有包括滇金丝猴在内的国家一、二级保护动物23种，列入国家级和省级保护的种子植物30种。
20世纪80年代前后，打猎和伐木等行为对滇金丝猴栖息地造成了破坏，猴子的生存面临极大挑战。为了拯救濒危的滇金丝猴，国家在1983年建立了白马雪山省级自然保护区，1988年被列为国家级自然保护区，保护区面积282,120公顷。2020年6月，有关科研团队初步估计，滇金丝猴数量目前在3000只左右，并呈逐年增长的趋势。